# Чинг Джонсон
Чинг Джонсон (англ. Ching Johnson; 7 грудня 1898, Вінніпег — 16 червня 1979, Сілвер-Спрінг) — канадський хокеїст, що грав на позиції захисника.
Член Зали слави хокею з 1958 року. Володар Кубка Стенлі.

## Ігрова кар'єра
Хокейну кар'єру розпочав 1919 року виступами за команду «Вінніпег Монархс».
Протягом професійної клубної ігрової кар'єри, що тривала 20 років, захищав кольори команд «Нью-Йорк Рейнджерс» та «Нью-Йорк Амеріканс».
Загалом провів 497 матчів у НХЛ, включаючи 61 гру плей-оф Кубка Стенлі.

## Інше
По завершені кар'єри певний час був асистентом головного арбітра в Східній хокейній лізі, а також два роки тренував один із клубів АХЛ.

## Нагороди та досягнення
- Володар Кубка Стенлі в складі «Нью-Йорк Рейнджерс» — 1928, 1932.
- Друга команда всіх зірок НХЛ — 1931, 1934.
- Перша команда всіх зірок НХЛ — 1932, 1933.

## Статистика
| Сезон        | Клуб                  | Ліга         | Регулярний сезон | Регулярний сезон | Регулярний сезон | Регулярний сезон | Регулярний сезон | Плей-оф | Плей-оф | Плей-оф | Плей-оф | Плей-оф |
| Сезон        | Клуб                  | Ліга         | І                | Г                | П                | О                | ШХ               | І       | Г       | П       | О       | ШХ      |
| ------------ | --------------------- | ------------ | ---------------- | ---------------- | ---------------- | ---------------- | ---------------- | ------- | ------- | ------- | ------- | ------- |
| 1919–20      | «Вінніпег Монархс»    | WSrHL        | 7                | 6                | 3                | 9                | 10               | —       | —       | —       | —       | —       |
| 1920–21      | «Евлет Редс»          | USAHA        | —                | —                | —                | —                | —                | —       | —       | —       | —       | —       |
| 1921–22      | «Евлет Редс»          | USAHA        | —                | —                | —                | —                | —                | —       | —       | —       | —       | —       |
| 1922–23      | «Евлет Редс»          | USAHA        | 20               | 4                | 0                | 4                | 26               | —       | —       | —       | —       | —       |
| 1923–24      | «Міннеаполіс Міллерс» | USAHA        | 20               | 9                | 3                | 12               | 34               | —       | —       | —       | —       | —       |
| 1924–25      | «Міннеаполіс Рокетс»  | USAHA        | 40               | 8                | 0                | 8                | 43               | —       | —       | —       | —       | —       |
| 1925–26      | «Міннеаполіс Міллерс» | АХА          | 38               | 14               | 5                | 19               | 92               | 3       | 2       | 0       | 2       | 6       |
| 1926–27      | «Нью-Йорк Рейнджерс»  | НХЛ          | 27               | 3                | 2                | 5                | 66               | 2       | 0       | 0       | 0       | 8       |
| 1927–28      | «Нью-Йорк Рейнджерс»  | НХЛ          | 42               | 10               | 6                | 16               | 146              | 9       | 1       | 1       | 2       | 46      |
| 1928–29      | «Нью-Йорк Рейнджерс»  | НХЛ          | 8                | 0                | 0                | 0                | 14               | 6       | 0       | 0       | 0       | 26      |
| 1929–30      | «Нью-Йорк Рейнджерс»  | НХЛ          | 30               | 3                | 3                | 6                | 82               | 4       | 0       | 0       | 0       | 14      |
| 1930–31      | «Нью-Йорк Рейнджерс»  | НХЛ          | 44               | 2                | 6                | 8                | 77               | 4       | 1       | 0       | 1       | 17      |
| 1931–32      | «Нью-Йорк Рейнджерс»  | НХЛ          | 47               | 3                | 10               | 13               | 106              | 7       | 2       | 0       | 2       | 24      |
| 1932–33      | «Нью-Йорк Рейнджерс»  | НХЛ          | 48               | 8                | 9                | 17               | 127              | 8       | 1       | 0       | 1       | 14      |
| 1933–34      | «Нью-Йорк Рейнджерс»  | НХЛ          | 48               | 2                | 6                | 8                | 86               | 2       | 0       | 0       | 0       | 4       |
| 1934–35      | «Нью-Йорк Рейнджерс»  | НХЛ          | 29               | 2                | 3                | 5                | 34               | 4       | 0       | 0       | 0       | 2       |
| 1935–36      | «Нью-Йорк Рейнджерс»  | НХЛ          | 47               | 5                | 3                | 8                | 58               | —       | —       | —       | —       | —       |
| 1936–37      | «Нью-Йорк Рейнджерс»  | НХЛ          | 35               | 0                | 0                | 0                | 2                | 9       | 0       | 1       | 1       | 4       |
| 1937–38      | «Нью-Йорк Амеріканс»  | НХЛ          | 31               | 0                | 0                | 0                | 10               | 6       | 0       | 0       | 0       | 2       |
| 1938–39      | «Міннеаполіс Міллерс» | АХА          | 47               | 2                | 9                | 11               | 60               | 4       | 0       | 2       | 2       | 0       |
| 1939–40      | «Міннеаполіс Міллерс» | АХА          | 48               | 0                | 4                | 4                | 26               | 3       | 0       | 0       | 0       | 2       |
| Усього в НХЛ | Усього в НХЛ          | Усього в НХЛ | 436              | 38               | 48               | 86               | 808              | 61      | 5       | 2       | 7       | 161     |